# Хассалл, Имоджен
Имоджен Хассал (англ. Imogen Hassall; 25 августа 1942, Уокинг, Суррей — 16 ноября 1980, Уимблдон, Большой Лондон) — английская актриса кино и телевидения.

## Биография
Имоджен Хассал родилась 25 августа 1942 года в городке Уокинг (Суррей, Англия). Своё необычное имя девочка получила в честь дочери главного героя шекспировской пьесы «Цимбелин». Отец — Кристофер Хассалл (1912—1963), актёр, драматург, либреттист и поэт-песенник. Дедушка — Джон Хассалл (1868—1948), иллюстратор-карикатурист; тётя — Джоан Хассалл (1906—1988), гравёр по дереву и книжный иллюстратор. Крёстным отцом девочки, по одним источникам, стал известный валлийский композитор, певец и актёр; один из популярнейших британских исполнителей первой половины XX века Айвор Новелло, с которым был близко дружен её отец. Другие источники сообщают о том, что крёстным отцом Имоджен был не менее известный английский композитор и дирижёр Уильям Уолтон, с которым в начале 1950-х годов тесно сотрудничал Кристофер Хассалл.
В 1952—1954 годах Имоджен занималась в балетной школе «Элмхёрст», а в 1955—1958 годах — в Королевской балетной школе. В 1958 году улетела учиться в Нью-Йорк, но провела в США меньше года. В 1960—1962 годах училась в Лондонской академии музыкального и драматического искусства, после чего один сезон прослужила в Королевской шекспировской компании. Однако, ни балериной, ни актрисой театра Хассалл так и не стала. С 1963 года она начала сниматься в телесериалах и кинофильмах. За девять лет кинокарьеры (1963—1972) она появилась в 36 фильмах и сериалах, после этого последовало по одной роли в 1973 и 1979 годах, и на этом её карьера завершилась.
1970-е годы выдались для актрисы очень тяжёлыми. Через четыре дня после родов погибла дочь, после четырёх лет брака ушёл муж; после нескольких месяцев брака ушёл второй муж, случился выкидыш; сниматься её практически не приглашали. Хассалл совершала несколько попыток покончить с собой, и вот, 16 ноября 1980 года, 38-летняя актриса была найдена мёртвой в своём доме в Уимблдоне. Вскрытие показало, что смерть наступила в результате передозировки барбитурата туинал. Похоронена актриса на кладбище «Гэп Роуд» в Уимблдоне.
В 1998 году в Королевском национальном театре состоялась премьера пьесы Терри Джонсона «Клео, Кэмпинг, Эммануэль и Дик». Роль Имоджен Хассалл в этой постановке исполнила известная актриса Джина Беллман. В 2000 году по этой пьесе был снят телефильм Cor, Blimey!, в котором роль Хассалл исполнила Луиза Деламер.

### Личная жизнь
В 1972 году у Хассалл родилась дочь, но она погибла через четыре дня после родов. В 1974 году она вышла замуж за отца покойной дочери — малоизвестного режиссёра и актёра Кеннета Ивса, однако спустя четыре года последовал развод. Очень быстро, в январе 1979 года, актриса вышла замуж второй раз — на этот раз её избранником стал другой малоизвестный актёр, Эндрю Нокс, но этот брак продолжался всего несколько месяцев, и после развода на нервной почве у Хассалл случился выкидыш.

Амплуа Имоджен Хассал было «сексуальные полуобнажённые девушки», так как актриса была красива, имела длинные густые чёрные волосы и большую грудь. На большинстве премьер она появлялась в весьма откровенных нарядах, поэтому таблоиды окрестили её «Графиня Кливидж».

## Избранная фильмография
Широкий экран
- 1963 — Взломщик[англ.] / The Cracksman — секретарша Губрнатра
- 1965 — Ранняя пташка / The Early Bird — секретарша сэра Роджера
- 1966 — Из лучших побуждений / Press for Time — суфражистка (в титрах не указана)
- 1967 — Долгая дуэль / The Long Duel — Тара
- 1970 — Мамочка, нянечка, сыночек и доченька[англ.] / Mumsy, Nanny, Sonny and Girly — подруга
- 1970 — Кондор[англ.] / El Condor — Долорес
- 1970 — Дева и цыган[англ.] / The Virgin and the Gypsy — жена цыгана
- 1970 — Заавтра[англ.] / Toomorrow — Эми
- 1970 — Когда на Земле царили динозавры / When Dinosaurs Ruled the Earth — Аяк
- 1970 — Так держать, влюблённые[англ.] / Carry On Loving — Дженни Грабб
- 1970 — Ладан для проклятого[англ.] / Incense for the Damned — Кризис
- 1979 — Имеющий разрешение любить и убивать[англ.] / Licensed to Love and Kill — мисс Мартин

Телевидение
- 1963 — Сентиментальный агент[англ.] / The Sentimental Agent — Никки (в эпизоде Not Quite Fully Covered)
- 1964, 1966, 1968 — Святой[англ.] / The Saint — разные роли (в 3 эпизодах)
- 1965 — Негде спрятаться[англ.] / No Hiding Place — Джейн Боуден (в эпизоде The Reunion)
- 1967 — Театр 625[англ.] / Theatre 625 — мадам Кэнил (в эпизоде Sword of Honour #3: Unconditional Surrender)
- 1967 — Мстители / The Avengers — Анджали (в эпизоде Escape in Time)
- 1967 — Пьеса месяца[англ.] / BBC Play of the Month — Ата (в эпизоде The Moon and Sixpence)
- 1967—1968 — Пьеса по средам[англ.] / The Wednesday Play — разные роли (в 2 эпизодах)
- 1968 — Чемпионы[англ.] / The Champions — Клео (в эпизоде Reply Box No. 666)
- 1971 — Сыщики-любители экстра-класса / The Persuaders! — Мария (в эпизоде Overture)
- 1972 — Джейсон Кинг[англ.] / Jason King — Джина (в эпизоде The Stones of Venice)